# Número primo bueno
Un número primo bueno o buen primo es un número primo cuyo cuadrado es mayor que el producto de dos primos cualesquiera en el mismo número de posiciones antes y después en la secuencia de primos.
Es decir, un primo bueno satisface la desigualdad
{\displaystyle p_{n}^{2}>p_{n-i}\cdot p_{n+i}}
para todo 1 ≤ i ≤ n−1, donde pk es el k-ésimo primo.

## Ejemplo
Los primeros primos son 2, 3, 5, 7 y 11. En el caso de 5, la condición se cumple plenamente:
{\displaystyle 5^{2}>3\cdot 7}
{\displaystyle 5^{2}>2\cdot 11}
y por lo tanto se puede afirmar que 5 es un primo bueno.

## Listado
Hay infinitos primos buenos. Los primeros primos buenos son: 
5, 11, 17, 29, 37, 41, 53, 59, 67, 71, 79, 97, 101, 107, 127, 137, 149, 157, 163, 173, 179, 191, 197, 211, 223, 227, 239, 251, 257, 263, 269, 277, 281, 307, 311, 331, 347, 367, 373, 379, 397, 419, 431, 439, 457, 461, 479, 487, 499, 521, 541, 557, 563, 569, 587, 593, 599, 607, 613, 617, 631, 641, 653, 659, 673, 701, 719, 727, 733, 739, 751, 757, 769, 787, 809, 821, 827, 853, 857, 877, 881, 907, 929, 937, 947, 967, 977, 991 (sucesión A046869 en OEIS).